# 魏茨附近普赫
魏茨附近普赫是奥地利施蒂利亚州魏茨县的一个市镇。总面积24.8平方公里，总人口2144人，人口密度86.5人/平方公里（2005年）。